# Manuel Miguel Osorio y Spínola
Manuel Juan Miguel Osorio y Espinola (c.1757 - Madrid, 1813), fue un aristócrata español, VII duque de Sexto y VII marqués de Balbases en Italia y XV marqués de Alcañices y grande de España, que solicitó la unión de su casa de Alcañices a la extinguida por varón de Alburquerque, que estaba siendo usurpada por la rama menos cercana de Siruela, con todos sus demás títulos agregados, siendo muchas veces grande de España.

## Biografía
De antigua y linajuda familia aristocrática italiana (estaba emparentado con los linajes de papas Colonna, de la Rovere, Borgia), pronto se vio sometido a vasallaje a la corona de los nuevos soberanos de Borbón bajo mandato de Carlos III de Borbón y Carlos IV de Borbón emprendiendo un largo camino en la cual a lo largo de su vida ocupó diversos cargos y nombramientos, siendo senador del Reino, diputado de la Real Maestranza de Caballería de Sevilla, mayordomo mayor del rey, mayordomo mayor y caballerizo mayor de la reina, gentilhombre de cámara de Carlos IV siendo príncipe de Asturias. También fue caballero gran cruz de la Real Orden de Carlos III, caballero de la Insigne Orden del Toisón de Oro, caballero de la Orden de Pío IX, entre otras. Falleció en Madrid sin haber podido gozar de su sueño la unión de su casa a la de su madre del linaje de la Cueva.

## Títulos
Su padre era VI duque de Sesto y VI marqués de los Balbases en el reino de Nápoles y XV marqués de Alcañices y IX conde de Villaumbrosa en España. Fue por nacimiento heredero del legado del gran Ambrosio Spinola, de su padre, el ducado de Sesto sería legalmente autorizado su uso en España en 1860, ya que era ciudadano español. Además, fue sucesor en el largo pleito de los Estados concentrados en el ducado de Alburquerque, pues en 1811 fallece en Londres sin sucesión el XIV duque de dicha Casa, y tras el pleito que duró 19 años, en 1830 se dictaminó sentencia a su favor como pariente más cercano, sobre los títulos contenidos en Alburquerque, siendo por ello su hijo Nicolás el beneficiado como también XIII marqués de Cuéllar, XV conde de Ledesma y de Huelma, IX marqués de Cadreíta, VIII conde de Villaumbrosa, VIII conde de la Torre de Perafán, XV señor de los Estados de Mombeltrán, Pedro Bernardo, Ledesma, Cuéllar, Huelma, Torregalindo, La Codosera, Cadreita, Guillena, y otros lugares, y del mayorazgo de los Castilla en Madrid.

## Matrimonio y descendencia
Se casó en Madrid con María de las Mercedes Zayas y Benavides, III duquesa de Algete y otros títulos. Nacieron de este matrimonio Nicolás Osorio y Zayas (1793-1866), duque de Sesto y marqués de Alcañices, que jugó un papel importante en la vida palaciega borbónica, y otros hijos.
En segundas nupcias, contrajo matrimonio con María Casimira de Luján, IV condesa de Castroponce. Fallecido en 1813, su viuda falleció al año siguiente, el 14 de marzo de 1814, sin sucesión.  